# Сочінська ТЕС
43°35′39″ пн. ш. 39°45′16″ сх. д. / 43.59417° пн. ш. 39.75444° сх. д.
Сочінська ТЕС – теплова електростанція на півдні Росії у Краснодарському краї.
У 2004 році на майданчику станції ввели в експлуатацію два парогазові енергоблоки потужністю по 39 МВт, у кожному з яких одна газова турбіна потужністю 28 МВт живить через котел-утилізатор одну парову турбіну з показником у 12 МВт.
У 2009-му став до ладу третій парогазовий блок потужністю 82,5 МВт, в якому дві газові турбіни потужністю по 29 МВт живлять через відповідну кількість котлів-утилізаторів одну парову турбіну з показником 25 МВт.
Як паливо ТЕС використовує природний газ, який надходить в район Сочі по трубопроводах Майкоп – Самурська – Сочі та Джубга – Сочі.
Для станції обрали технологічну схему з використанням повітряного («сухого») охолодження.
З 2010 року окрім виробництва електроенергії станція також може постачати теплову енергію в обсягах 50 Гкал/год.
Видача продукції відбувається по ЛЕП, розрахованим на роботу під напругою 110 кВ.